# بديع نوري الحصري
بديع نوري بن محمد هلال الحصري هو سياسي ومسؤول عثماني، وهو شقيق ساطع الحصري.
كان يشغل منصب متصرف لواء المنتفك عندما قتل مع القائد العسكري العثماني فريد بيك بتدبير من السيد طالب النقيب.
كان سبب مقتله أن الحكومة العثمانية في إسطنبول قد خططت عملية اغتيال السيد طالب النقيب لأنه كان من دعاة الحركة العربية، فأناطت هذه المسؤولية بالسيد بديع بك مع القائد العسكري التركي في البصرة فريد بيك. ولكن جماعة النقيب كانوا أكثر حذراً ومهارة، فقرر السيد طالب النقيب أن يسبقهما، فقُتِلا في 19 حزيران 1913. وقد قُتلا في العشار أثناء مغادرتهما المركب البخاري عند عودتهما من سفرة نهرية إلى الفاو، وقد نجى عاطف بيك قائد جندرمة بغداد، وكان منفذي عملية الاغتيال اثنان من أهالي النجف.
من الجدير بالذكر أن بديعة بنت بديع نوري الحصري كانت من سيدات المجتمع ببغداد، ولها صلة وطيدة ببعض سيدات الأسرة المالكة في العراق، وعملت في دوائر وزارة الخارجية مدة طويلة، قد تزوجها سكرتير مجلس الوزراء حسين أفنان عام 1923، وحسين أفنان هو ابن فروغية خانوم بنت مؤسس الديانة البهائية بهاء الله حسين علي النوري، أما خاله فهو عبد البهاء عباس والذي توفي عام 1921 فرشح البهائيون أكثر من اسم لخلافته، ومنهم حسين أفنان، غير أن الاختيار وقع على ابن عمه شوقي بن هادي أفنان الشيرازي.